# Aliens: Newt's Tale
Aliens: Newt's Tale è un fumetto in due parti basato sul film Aliens - Scontro finale che venne pubblicato per la prima volta dalla Dark Horse Comics nel giugno e luglio del 1992. È stato scritto da Mike Richardson, il quale si è basato sulla sceneggiatura originale di James Cameron, ed è stato illustrato da Jim Somerville, inchiostrato da Brian Garvey, colorato da Gregory Wright, lettered by Pat Brosseau e curato da Randy Stradley. La copertina è opera di John Bolton. 
Benché si tratti di un adattamento a fumetti il film, il fumetto intero è presentato dal punto di vista di Newt e contiene numerose scene non presenti nella versione cinematografica del film.

## Trama
Mentre la USS Sulaco sta facendo ritorno verso la Terra, all'interno della sua capsula criogenica Newt rivive in un incubo la sua storia.

### L'inizio della fine
La famiglia Jorden, composta da Russ, Anne ed i loro figli Timmy e Newt si recano nei pressi della catena montuosa Ilium. A bordo del veicolo su cui viaggiano Timmy e Newt discutono su un gioco che i bambini fanno all'interno dei condotti d'aria della colonia Hadley's Hope. La famiglia giunge nei pressi del relitto della nave spaziale ed Anne e Russ scendono dal veicolo per andare ad esplorare l'astronave. Russ viene però attaccato da un facehugger ed Anne decide di tornare ad Hadley's Hope in cerca di aiuto. 
25 ore dopo Russ si risveglia nell'infermeria della colonia. A Timmy e Newt non è permesso di vedere il padre, ma un amico di Timmy, Aaron, li convince a sgattaiolare attraverso i condotti dell'aria in modo che possano vederlo. Attraverso una presa d'aria che si affaccia l'infermeria, i bambini vedono il Dr. Kent dire a Russ ed Anne che numerose persone sono state inviate ad indagare sulla nave spaziale abbandonata. In quel preciso momento molti degli uomini ritornano, alcuni dei quali sono stati attaccati da facehuggers. Improvvisamente un chestburster fuoriesce da Russ uccidendolo sotto gli occhi terrorizzati di Newt.

### L'inferno si scatena
Pochi giorni dopo, Anne, Newt, Timmy e il resto dei coloni si trasferiscono in un ripostiglio sotterraneo per essere più al sicuro. Uno dei coloni racconta che gli Xenomorfi sono sulle loro tracce e che è meglio barricarsi in attesa che arrivino i Marines a salvarli.
Uno dei coloni, Bill Andrews, dice ad Anna che hanno individuato il nido degli Xenomorfi all'interno dell'Atmosphere Processing Plant della colonia e che sono stati inviati uomini armati per uccidere tutte le creature aliene. Drapers, l'uomo al comando del gruppo armato, fa in tempo a comunicare tramite radio che nel nido si trovano più Xenomorfi di quanto si fosse previsto prima di venire attaccato e forse ucciso.
Dopo aver respinto l'attacco al loro nido, il capo degli Xenomorfi guida un attacco in massa verso la colonia. Nel sotterraneo Anne chiede ad un altro colono una pistola dicendo che preferirebbe uccidere i suoi figli piuttosto che lasciare che gli Xenomorfi li catturino. Dopo aver udito degli spari all'esterno, uno dei coloni apre le porte per prestare aiuto ai sopravvissuti ma un'intera orda di Xenomorfi entra nella stanza e comincia a massacrare i presenti. Nel mezzo alla confusione Anne si prepara ad uccidere i propri figli ma Timmy riesce a convincerla a tentare la fuga lungo i condotti dell'aria. Mentre tentano la fuga uno Xenomorfo attacca Anne e la uccide. Timmy afferra la pistola e spara alla creatura, ma viene colpito dal sangue acido dell'alieno e muore. Solamente Newt riesce a fuggire.

### Sola sopravvissuta
Newt si nasconde nelle prese d'aria della colonia per quasi due settimane prima che i Marines arrivino con Ellen Ripley sul pianeta. Poco dopo il loro arrivo i Marines e Ripley la trovano all'interno di un condotto. I Marines decidono di andare ad indagare nella stazione di trasformazione dell'impianto visto che i trasmettitori di dati personali dei coloni segnalano la loro presenza lì. Newt spaventata all'idea cerca di scappare di nuovo ma viene fermata dal caporale Hicks.
I Marines entrano nel nido situato all'interno della stazione di trasformazione dell'impianto e trovano Mary all'interno di un bozzolo. Prima che essi possano salvarla un chestburster fuoriesce da lei che viene subito incenerito con un lanciafiamme. Svegliatisi, decine di xenomorfi presenti nel nido attaccano i marines. Ripley prende il controllo del mezzo blindato dal quale seguiva le operazioni e si dirige verso i marines per soccorrerli sfondando le pareti del nido. Della squadra si salvano solo Hicks, Vasquez e Hudson. I superstiti decidono di distruggere l'intera colonia nuclearizzandola nonostante il parere contrario di Burke. A bordo della navetta di trasporto che sta giungendo a prenderli avviene però un imprevisto: uno xenomorfo, infiltratosi nella nave, uccide il pilota Ferro e fa schiantare la navetta contro il mezzo blindato.

### Ultimo atto
I superstiti, amareggiati e senza altra possibilità di scelta, recuperano dai rottami le armi ancora utilizzabili e si rinchiudono nella struttura per ripararsi dagli xenomorfi. Ripley mette a letto Newt e le dice che non la lascerà mai sola. Ripley, avendo scoperto che l'ordine di cercare l'astronave sull'LV-426 era partito da Burke, ha una discussione con l'uomo accusandolo di essere responsabile per la morte dei coloni.
Bishop informa gli altri sopravvissuti che gli impianti di raffreddamento del reattore termonucleare della colonia sono stati danneggiati e che il reattore della colonia esploderà nel giro di poche ore. I sopravvissuti decidono di richiamare dall'astronave Sulaco una seconda scialuppa di salvataggio. Bishop si offre dunque volontario per manovrare l'unico terminale in funzione, all'esterno del complesso, mentre il gruppo si dà da fare per isolare il rifugio. Mentre aspetta l'arrivo della seconda navetta, Ripley si addormenta accanto a Newt. Poco dopo le due vengono attaccate da due facehuggers liberati volutamente all'interno della loro stanza. Solo l'intervento di Hicks e degli altri salva Newt e Ripley, la quale capisce che è stato Burke a tentare di trasformarle in ospiti per far superare ad uno xenomorfo la quarantena. Mentre il gruppo discute della sorte di Burke, gli xenomorfi, che hanno superato le barricate muovendosi nell'intercapedine del tetto, attaccano.
Hudson viene catturato e trascinato in un buco del pavimento mentre Burke fugge intrappolando gli altri all'interno dell'edificio ma verrà anch'egli ucciso da uno xenomorfo. Newt conduce agli altri alla salvezza facendoli passare attraverso i sistemi di aerazione. Durante la fuga nei condotti d'aria moriranno Vasquez e Gorman: il tenente tornato indietro per recuperare Vasquez, rimasta ferita, si rende conto di essere circondato e si uccide assieme alla soldatessa con una granata, nel tentativo di eliminare il maggior numero di alieni. Mentre Ripley, Hicks e Newt si dirigono verso la piattaforma, dove la navetta guidata a distanza da Bishop è in arrivo, la bambina viene rapita dagli xenomorfi.

### Fuga ed esodo
Newt si risveglia in un bozzolo all'interno del nido e sta per essere attaccata da un facehugger quando giunge Ripley a salvarla. Mentre stanno fuggendo le due trovano Burke anch'esso avvolto in un bozzolo che chiede loro aiuto. Ripley gli porge una granata e poi le due proseguono la fuga. Le due si ritrovano nella stanza della Regina degli Xenomorfi e Ripley inizia ad incenerire le uova facendo infuriare la sovrana aliena. Le due poi fuggono inseguite dalla Regina e raggiungono la piattaforma di atterraggio solo per scoprire che Bishop è partito senza di loro. Mentre la regina appare e si prepara ad attaccare, Bishop fa ritorno con la navetta e trae le due in salvo pochi secondi prima che il complesso esploda in aria.
Tornati a bordo della Sulaco, Bishop viene improvvisamente trapassato e spezzato in due dalla coda della Regina, che si era aggrappata alla navetta durante il decollo dalla piattaforma raggiungendo anch'essa la Sulaco. Mentre Newt si nasconde come può, Ripley entra in un elevatore meccanico e ingaggia una lotta con la Regina impiegando un esoscheletro. Dopo un durissimo scontro Ripley ha la meglio riuscendo ad espellere la Regina Xenomorfa nello spazio tramite il portellone principale. Scongiurato il pericolo, Ripley, Newt, Bishop ed Hicks entrano nelle capsule criogeniche pronte ad un sonno lungo tutto il viaggio verso casa.
La storia torna alla scena iniziale, con Newt che dorme tranquillamente nel reparto criogenico dell'astronave. Mentre lei sogna, un facehugger striscia lentamente verso di lei...

## Ristampe
Nel Regno Unito il fumetto è stato prima serializzato e ristampato in 7 parti sulla rivista Aliens, Vol. 2 n°2-8, dall'agosto 1992 al febbraio 1993. La ristampa avrebbe dovuto iniziare ad essere ripubblicata a partire dal Vol. 2 n°1 ma alcuni ritardi nella ri-edizione del fumetto hanno portato la rivista a decidere di posticipare la sua uscita.
Sempre nel Regno Unito, nel 1994, il fumetto è stato anche brevemente ristampato in formato cartaceo tascabile dalla Titan Books.